# 呼告
呼告是用於中文的一種修辭法。这种修辞，从正在敘述的事情，忽然改變語氣，轉而用對話的方式來呼喊，以此來呈現出語句中的情緒。

## 概述
呼告不以文章敘述人的語氣，而是把情緒融入口語中，直接和所論及的「人」或者是「物」來說話的一種修辭技巧。主要有以下三種類型，分別是：普通呼告、示現呼告及人化呼告等。

## 分類

### 普通呼告
- 概述：通常是用於呼告面前的人，這種呼告稱為做「普通呼告」｡
- 例句：
  - 「諸君啊！醒醒罷！」（梁啟超  《為學與做人》）
  - 「南八，男兒死耳，不可為不義屈！」（韓愈  《張中丞傳後敘》）
  - 「女郎，單身的女郎，你為什麼留戀這黃昏的海邊？女郎，回家吧，女郎！」（徐志摩 《海韻》）

### 示現呼告
- 概述：倘若呼告的人並不在面前，而把那個人假想成在面前的呼告，帶有示現的意味，則為「示現呼告」｡
- 例句：
  - 「微之，微之，此夕此心，君知之乎？ 」（白居易  《與元微之書》）
  - 「朋友，在你的人生道路，你已經跋涉過多少道路？」（熊崑珍  《路》）
  - 「孩子呀！阿爸也沒有任何怨言，只因這是生命中最沉重，也最甜蜜的負荷。」（吳晟 《負荷》）
  - 「孩子，你竟在不知不覺之間，真的成長了好多啊！」（林文月 《生日禮物》）

### 人化呼告
- 概述：將「物」人性化的呼告，謂之「人化呼告」。
- 例句：
  - 「彼蒼者天，曷其有極！」（韓愈 《祭十二郎文》）
  - 「糠哪！你遭礱被舂杵，篩你簸颺你。（高明〈琵琶記．糟糠自厭〉）
  - 「中國啊！中國，你全身的痛楚就是我的痛楚，你滿臉的恥辱就是我的恥辱！」（余光中 《地圖》）